# オーロフ・ヴィルマン
オーロフ・エリクソン・ヴィルマン（Olof Eriksson Willman、1623年 - 1673年）は、江戸時代前期に来日したスウェーデンの商人、海軍士官である。姓はウィルマンとも表記される。

## 経歴・人物
プロテスタントの教師の子としてヴェストマンランド県に生まれる。1647年オランダ東インド会社の社員となり、翌年バタヴィア（現在のジャカルタ）に勤務する。
1651年（慶安4年）7月に当時のオランダ商館長の要請により後に同商館長となるアドリアン・ファン・デル・ブルフと共に来日した。当時徳川将軍であった徳川家綱に仕える事が許可されたヨーロッパ人の一人となった。翌年12月に再度バタヴィアに戻り、1654年に辞職したため同年帰国しストックホルムに移住した。翌1655年にはスウェーデン海軍士官となり、後に艦長も務めた。

## 著書
- 『東インド、シナ及び日本への旅行』（原題：Een Reesa till Ost Indien, China och Japan）
  - 『ヴィルマン 日本滞在記』岩生成一校訂、尾崎義訳、「新異国叢書6」雄松堂書店、1970年、新版1980年
- 『日本王国、その皇帝及び政治についての略誌』（原題：Een Kort bera"ttelse om Kongarijkert Japan thess Keysare och Regimente）